# Aubazine
 Aubazine  (en occitano Aubasina) es una comuna y población de Francia, en la región de Lemosín, departamento de Corrèze, en el distrito de Brive-la-Gaillarde y cantón de Beynat.
Su población en el censo de 2008 era de 829 habitantes.
Está integrada en la Communauté de communes du Canton de Beynat.

## Demografía
| 677 | 669 | 642 | 673 | 788 | 737 | 829 |
| Para los censos de 1962 a 1999 la población legal corresponde a la población sin duplicidades (Fuente: INSEE [Consultar]) |     |     |     |     |     |     |